# Delbert Mann
Delbert Mann (Lawrenceu, Kansas 30. siječnja 1920. – Los Angeles, Kalifornija, 11. studenog 2007.),  američki televizijski i filmski redatelj. Diplomirao je na sveučilištu Vanderbitt u Nashvilleu, Tennessee. Bio je oženjen s Ann Caroline Mann od 1941. do njezine smrti 2001.
Od 1967. do 1971. je bio predsjednik Udruženja američkih redatelja.
Dobitnik je Oscara za režiju filma Marty.

## Izabrana filmografija
- Marty (1955.)
- The Bachelor Party (1957.)
- Odvojeni stolovi (1958.)
- Mrak na vrhu stuba (1960.)
- Povratak ljubavnika (1961.)
- That Touch of Mink (1962.)
- Okupljanje orlova (1963.)

## Vanjske poveznice
- Delbert Mann u internetskoj bazi filmova IMDb-u (engl.)